# Kaplica zamkowa w Lubinie
Kaplica zamkowa św. Jadwigi w Lubinie – zabytkowa kaplica w Lubinie.
Kaplica usytuowana jest przy ul. Mikołaja Pruzi na Wzgórzu Zamkowym. Kaplica to jedyny element pozostały po średniowiecznej zabudowie zamkowej (pierwotnie stała obok bramy wjazdowej na dziedzińcu zamkowym). Data w tympanonie - 1349 - określa czas budowy. W XIV w. miała 3 ołtarze. Podczas wojny 30-letniej zniszczona, odbudowana w XVIII w., ponownie popadła w ruinę. Po odbudowie w połowie XIX w. służyła katolikom do 1908 r. następnie mieściła się w niej biblioteka diecezjalna. W 1945 r. obiekt został podpalony. Przez wiele lat po wojnie pozbawiony dachu budynek niszczał. Pod koniec lat siedemdziesiątych XX wieku obiekt doczekał się remontu. Początkowo kaplicą zarządzało Biuro Wystaw Artystycznych w Legnicy. Po remoncie budowlę adaptowano w 1990 r. na Galerię Zamkową. W latach 2005-2009 przeprowadzano następne prace renowacyjne.
Świątynia (na rzucie 13,5 x 8,1 m, grubość murów 1,2 m) mogła nie mieć wyodrębnionego prezbiterium. Budowla z płaskim dachem i wejściem głównym od strony północnej. Barokowa przebudowa wydłużyła kaplicę a prezbiterium, od południa o dwie przybudówki. W całym obiekcie wykrojono duże okna, pokryto tynkiem i wysokim, dwuspadowym dachem.
Najcenniejszy jest tympanon nad portalem północnym z 1349 r., na którym ukazani zostali: w środku Chrystus Boleściwy, św. Jadwiga i św. Magdalena z prawej. W plastycznej płaskorzeźbie komponuje się w ostrołukowym polu tympanonu scena adoracji, rozdzielona na trzy ostrołuczne arkady. Pośrodku stoi pochylony nieco w lewo Chrystus Boleściwy; zgodnie ze średniowiecznym obrazowaniem hierarchii – figury św. Jadwigi (po lewej stronie) i św. Marii Magdaleny, jako mniej ważne, artysta przedstawił w mniejszych proporcjach. U stóp tych świętych klęczą w jeszcze mniejszym przedstawieniu książę Ludwik (patronuje mu jego praprababka święta Jadwiga), po przeciwnej stronie jego żona księżna Agnieszka żagańska. W łuku archiwolty zamykającej pole tympanonu, w którego szczycie widnieje symbol Ducha Świętego biegnie napis fundacyjny:
- łac. „Anno Domini MCCCXLIX fundata est haec capella a duce Ludowic domino legnicensi in honorem corporis et sangwinis Domini nostri Jhesus Xristi et Hedwigis et Marie Magdalenae[1],
- pol. Roku pańskiego 1349 została ufundowana ta kaplica przez księcia Ludwika, pana legnickiego, ku czci Ciała i Krwi Pana Jezusa Chrystusa i Jadwigi i Marii Magdaleny.

Zewnętrzną archiwoltę, wspartą na wydatnych wspominkach, zdobią bardzo zniszczone pełzanki. Spina ją klucz z głową Chrystusa. Pięknie opracowana rzeźba tympanonu; dekoracyjnie i naturalnie układające się fałdy szat, wytworne przegięcia postaci pozwalają uznać go za przykład stylu miękkiego śląskiej rzeźby gotyckiej.

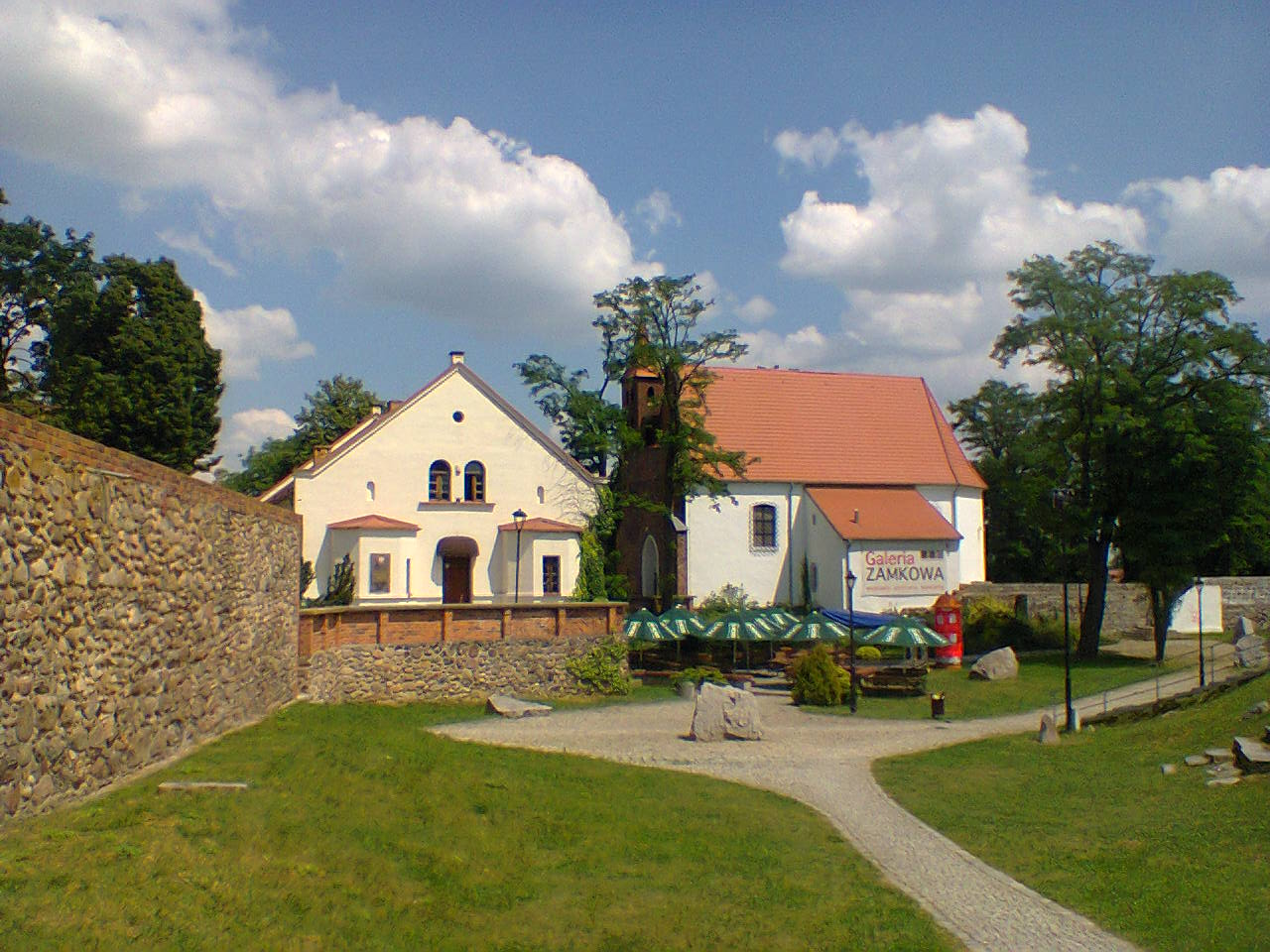
Galeria Jadwiga i kaplica zamkowa
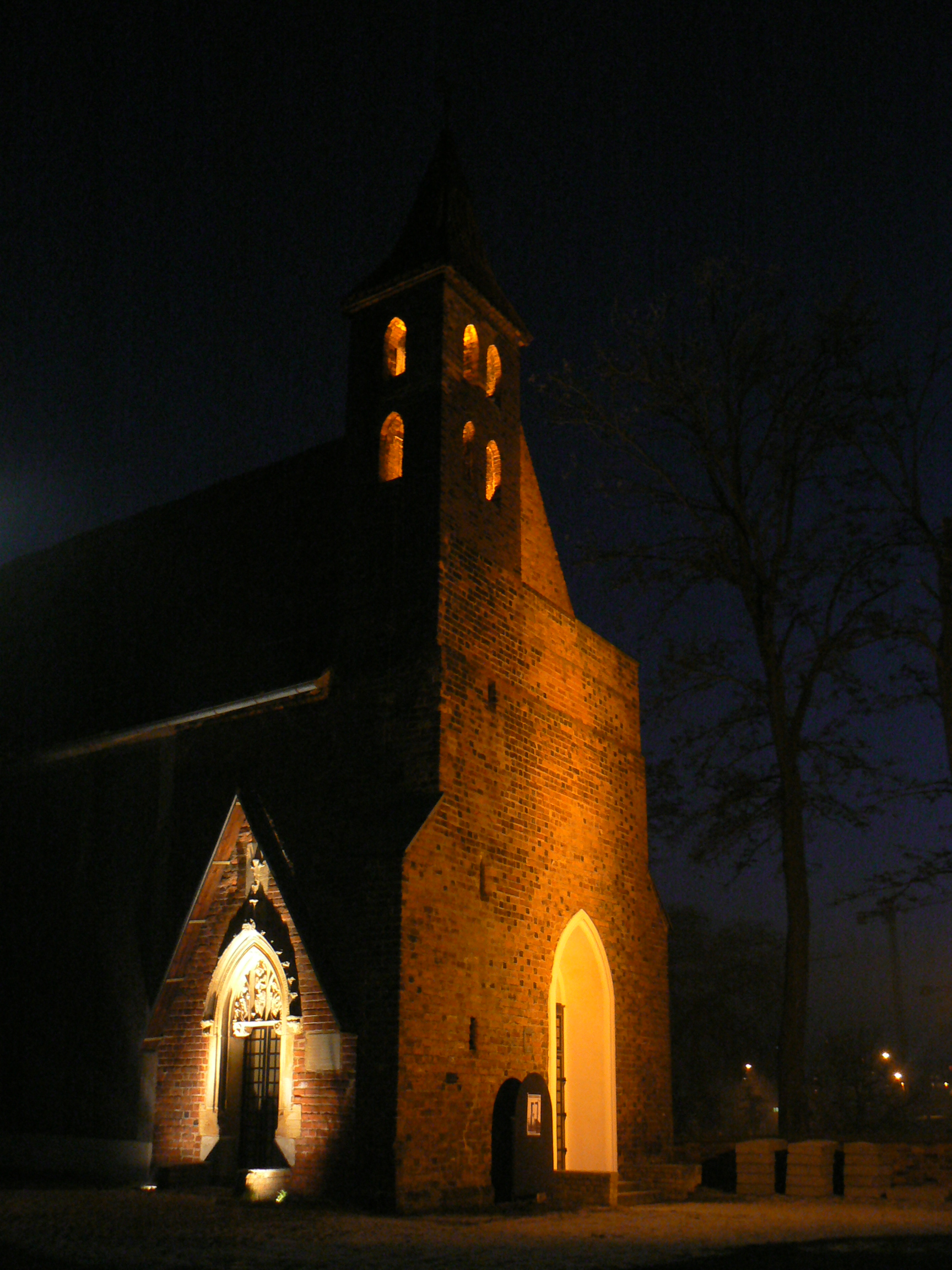
Iluminacja kaplicy
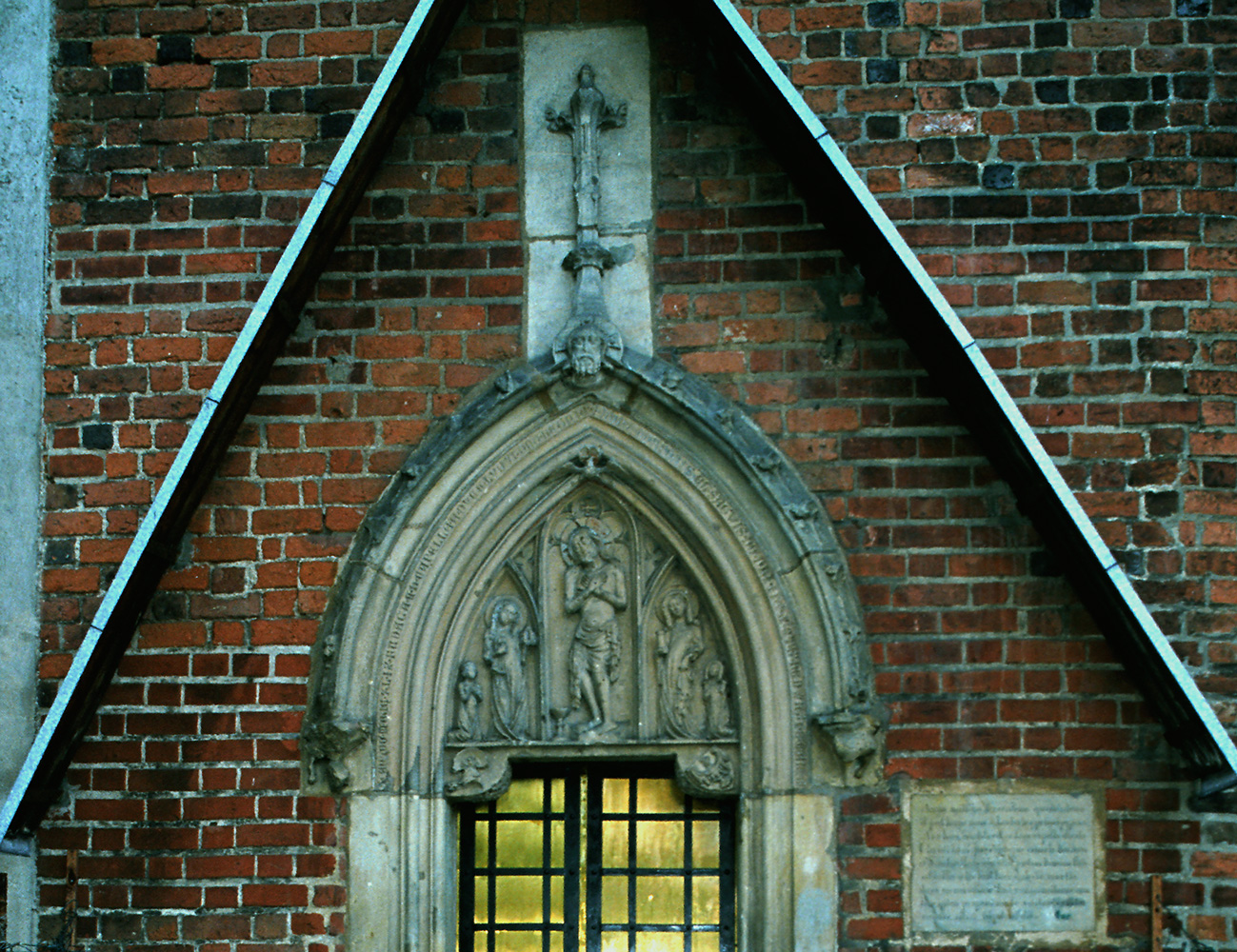
Tympanon nad północnym portalem